# 김희수 (건축가)
김희수(金希洙, 1935년 9월~2013년)는 헌법재판소 청사, 국민건강보험 일산병원 등을 설계한 대한민국의 건축가이다.

## 생애
1935년에 제주에서 태어나 한양대학교 건축공학과를 졸업한 뒤, 1963년 한국유네스코 건설담당관, 1966년 국방부 건설본부 기술과설계관 등으로 근무하였다. 1988년에는 현신건축사사무소를 개설하였다. 1993년 종로구 재동의 헌법재판소 청사 설계로 한국건축문화대상 대상을, 1999년 국민건강보험 일산병원 설계로 한국건축문화대상 본상을 수상하였다. 그 후 한국의료복지건축학회에서 명예이사로 활동하다 2013년에 별세하였다.

## 작품
- 1977년 제주도교육감 관사[4]
- 1993년 헌법재판소 청사
- 1996년 제주관광민속관(현 제주민속관광타운)
- 1999년 국민건강보험 일산병원
- 2001년 순천향대학교 부속 부천병원